# Rushan
Pour les articles homonymes, voir Rushan (homonymie).
Rushan (乳山 ; pinyin : Rǔshān) est une ville de la province du Shandong en Chine. C'est une ville-district placée sous la juridiction de la ville-préfecture de Weihai.

## Démographie
La population du district était de 607 916 habitants en 1999.